# Guadajoz
Le Guadajoz est une rivière espagnole, affluent du Guadalquivir.
Son nom vient de l'arabe Wadi (al-)Jûz : la « rivière des noix ».